# Krister Kristensson
Krister Kristensson (født 25. juli 1942 i Malmø, Sverige, død 29. januar 2023) var en svensk fodboldspiller (forsvarer) og -træner, der mellem 1967 og 1972 spillede 38 kampe for Sveriges landshold. Han deltog ved VM 1970 i Mexico, men kom dog ikke på banen i turneringen.
På klubplan spillede Kristensson størstedelen af sin karriere hos Malmö FF i sin fødeby. Her var han en del af et særdeles succesfuldt hold, og var med til at vinde hele syv svenske mesterskaber og fem pokaltitler. Han tilbragte også et par år hos lokalrivalerne Trelleborg.

## Titler
Allsvenskan
- 1965, 1967, 1970, 1971, 1974, 1975 og 1977 med Malmö FF

Svenska Cupen
- 1967, 1973, 1974, 1975 og 1978 med Malmö FF